# She Will Be Loved
She Will Be Loved è un singolo del gruppo musicale statunitense Maroon 5, pubblicato il 27 luglio 2004 come terzo estratto dal primo album in studio Songs About Jane.
Il singolo ha raggiunto la quinta posizione della Billboard Hot 100, divenendo il secondo nella carriera del gruppo a raggiungere la Top 10, e la quarta nella Official Singles Chart britannica. La canzone ha raggiunto la 1ª posizione in Australia ed è rimasta in cima alla classifica per 5 settimane non consecutive; è stata anche 2° in America Latina diventando il secondo singolo consecutivo dei Maroon 5 nella Top 3.
Nel brano Adam Levine fa uso dell'Auto-Tune.

## Video musicale
Nel video musicale, prodotto da Oil Factory e diretto da Sophie Muller, compare un ragazzo (interpretato dal cantante Adam Levine) che ha un'avventura con la madre (interpretata da Kelly Preston) della sua ragazza (interpretata da Corinne Carrey). Il video è basato sul film con Dustin Hoffman Il laureato, sebbene la storia tra la madre e il ragazzo viene raccontata da un punto di vista più compassionevole rispetto al punto di vista abbastanza umoristico che è presente nel film.

## Tracce
CD singolo
1. She Will Be Loved (Album Version) – 4:36
2. She Will Be Loved (Live Acoustic Version Recorded at The Hit Factory, NYC on 22.1.2003)

CD maxi-singolo
1. She Will Be Loved (Album Version) – 4:36
2. This Love (Live Acoustic Version) – 4:02
3. This Love (Kanye West Remix) – 3:41
4. She Will Be Loved (Video)

## Formazione
- Adam Levine – voce
- James Valentine – chitarra, voce secondaria
- Jesse Carmichael – pianoforte, chitarra, voce secondaria
- Michael Madden – basso
- Matt Flynn – batteria

## Classifiche
| Classifica (2004)                | Posizione massima |
| -------------------------------- | ----------------- |
| Australia                        | 1                 |
| Austria                          | 27                |
| Belgio (Fiandre)                 | 27                |
| Belgio (Vallonia)                | 41                |
| Francia                          | 23                |
| Germania                         | 25                |
| Irlanda                          | 3                 |
| Italia                           | 3                 |
| Nuova Zelanda                    | 18                |
| Paesi Bassi                      | 25                |
| Regno Unito                      | 4                 |
| Stati Uniti                      | 5                 |
| Stati Uniti (adult contemporary) | 4                 |
| Svizzera                         | 18                |

## Cover
Blake Lewis, il secondo classificato nella sesta stagione di American Idol, ha cantato la canzone nello show il 23 maggio 2007. La versione originale della canzone così è rientrata nella Digital Songs alla 45ª posizione quella settimana. Dopo la fine di Idol, il cantante ha cantato la canzone in vari show televisivi.